# Infiniti FX
Infiniti FX – samochód sportowo-użytkowy klasy wyższej produkowany przez koncern Nissan pod marką Infiniti w latach 2003 - 2017. W 2008 roku zadebiutowała druga generacja, której nazwa w 2013 roku zmieniona została z FX na QX70. W 2017 roku pojazd wycofano z produkcji bez następcy.

## Pierwsza generacja
Infiniti FX I produkowany był w latach 2003 - 2008.

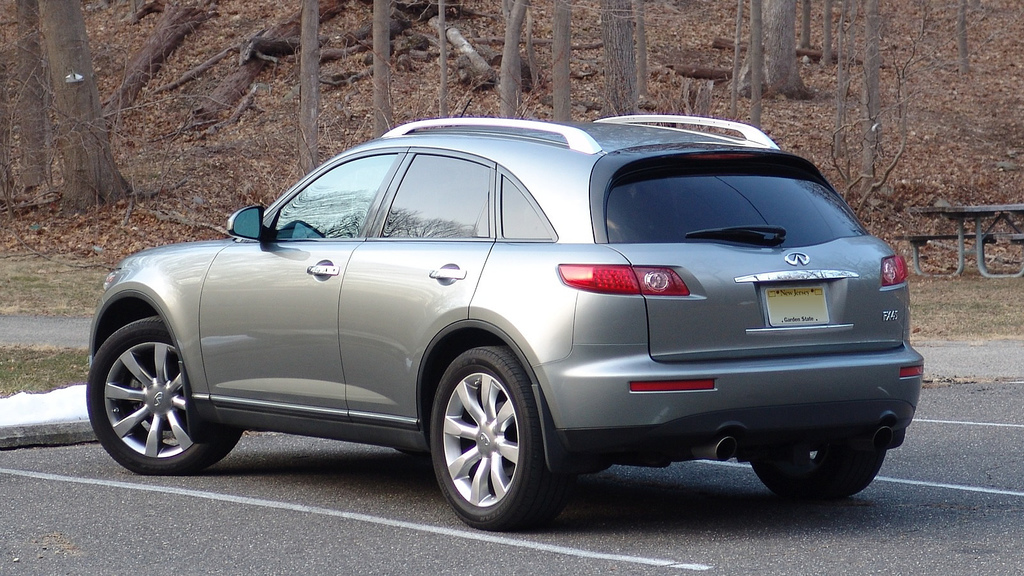
Tył FX I

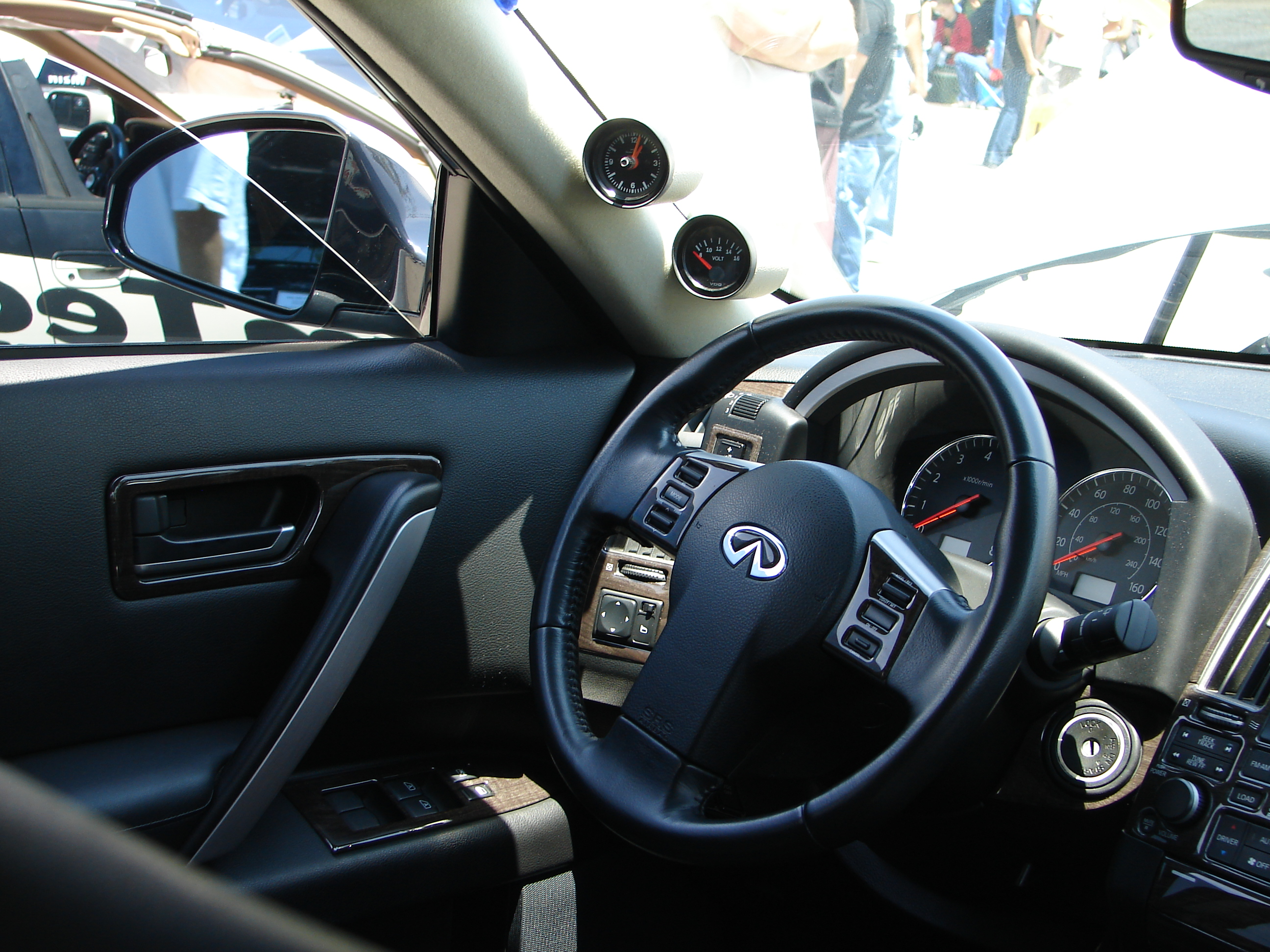
Wnętrze FX I

W 2006 roku auto przeszło facelifting. Zmodernizowano m.in. grill oraz zderzaki. Wraz z liftingiem wprowadzono do wyposażenia standardowego kilka dotychczasowych opcji, w tym m.in. kamerę cofania, 300-watowy system audio firmy Bose Corporation, 7-calowy kolorowy wyświetlacz, skórzaną tapicerkę z możliwością podgrzewania foteli oraz system kontroli przechyłu.

### Wyposażenie
Standardowe wyposażenie obejmuje szyberdach, Bluetooth, czujniki parkowania lub kamerę cofania.

## Druga generacja
Infiniti FX II został zaprezentowany po raz pierwszy podczas targów motoryzacyjnych w Genewie w marcu 2008 roku. W 2013 roku w związku ze zmianą nomenklatury modeli przez markę Infiniti zmieniono nazwę modelu z FX na QX70.

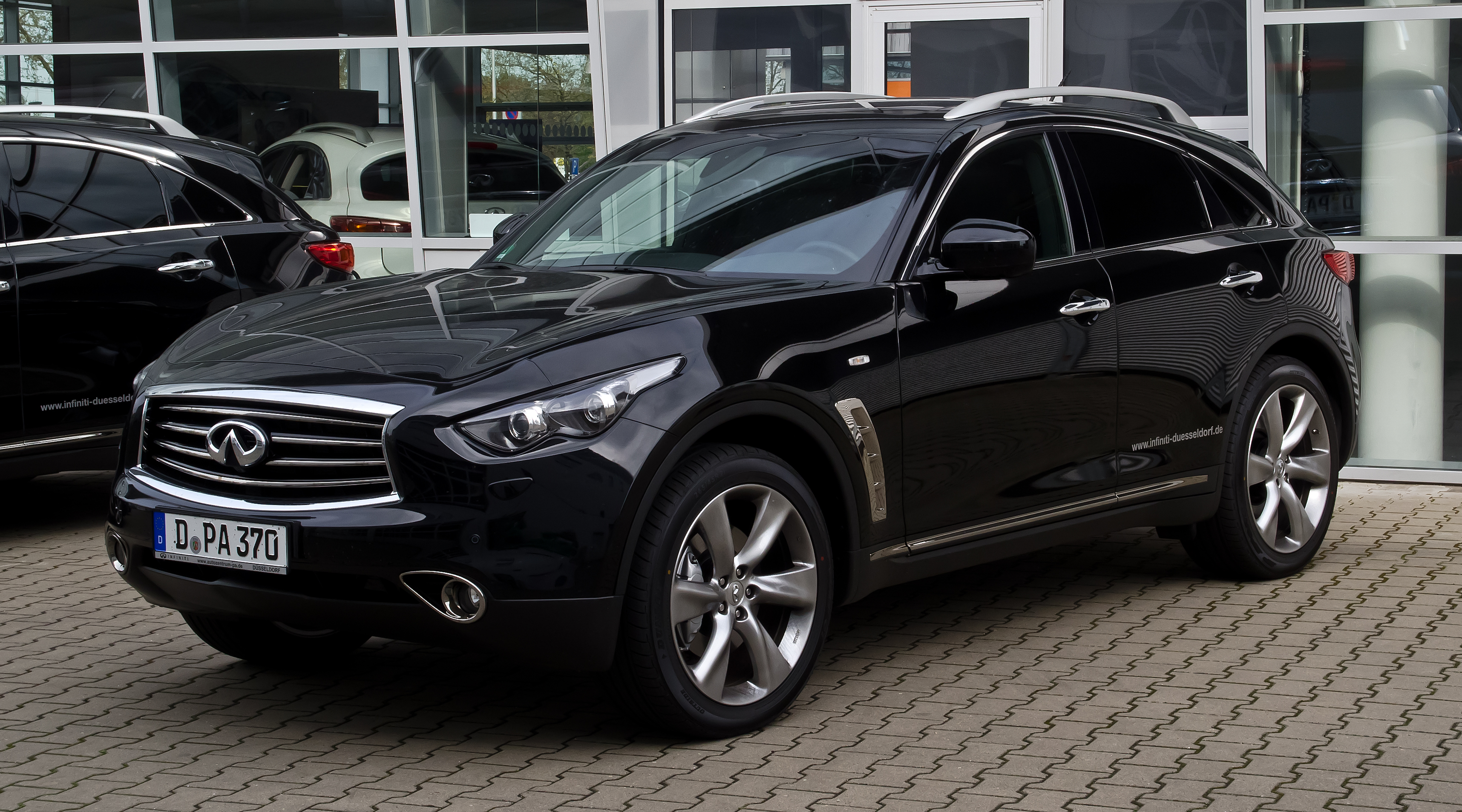
Infiniti FX II po liftingu

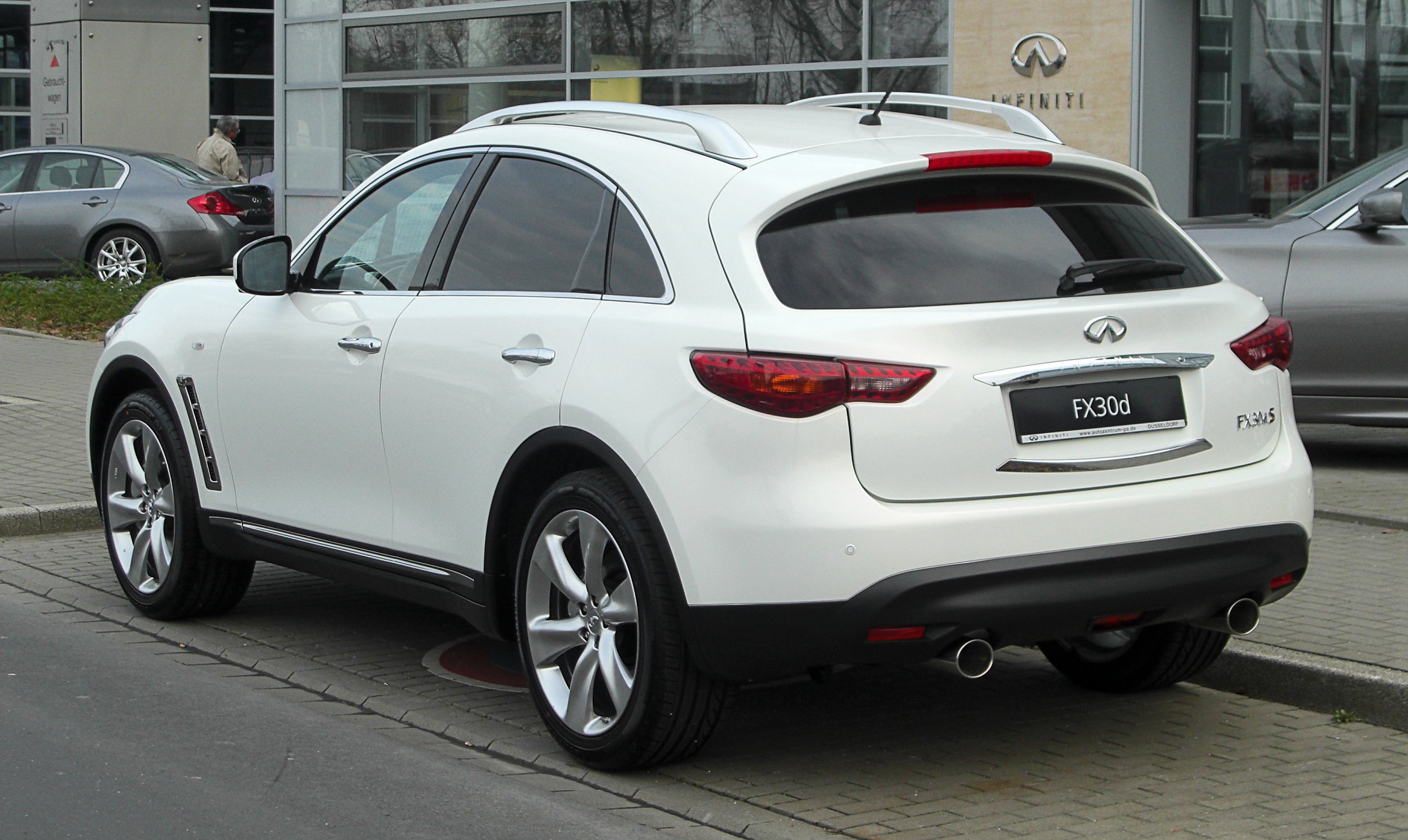
Tył FX II przed liftingiem

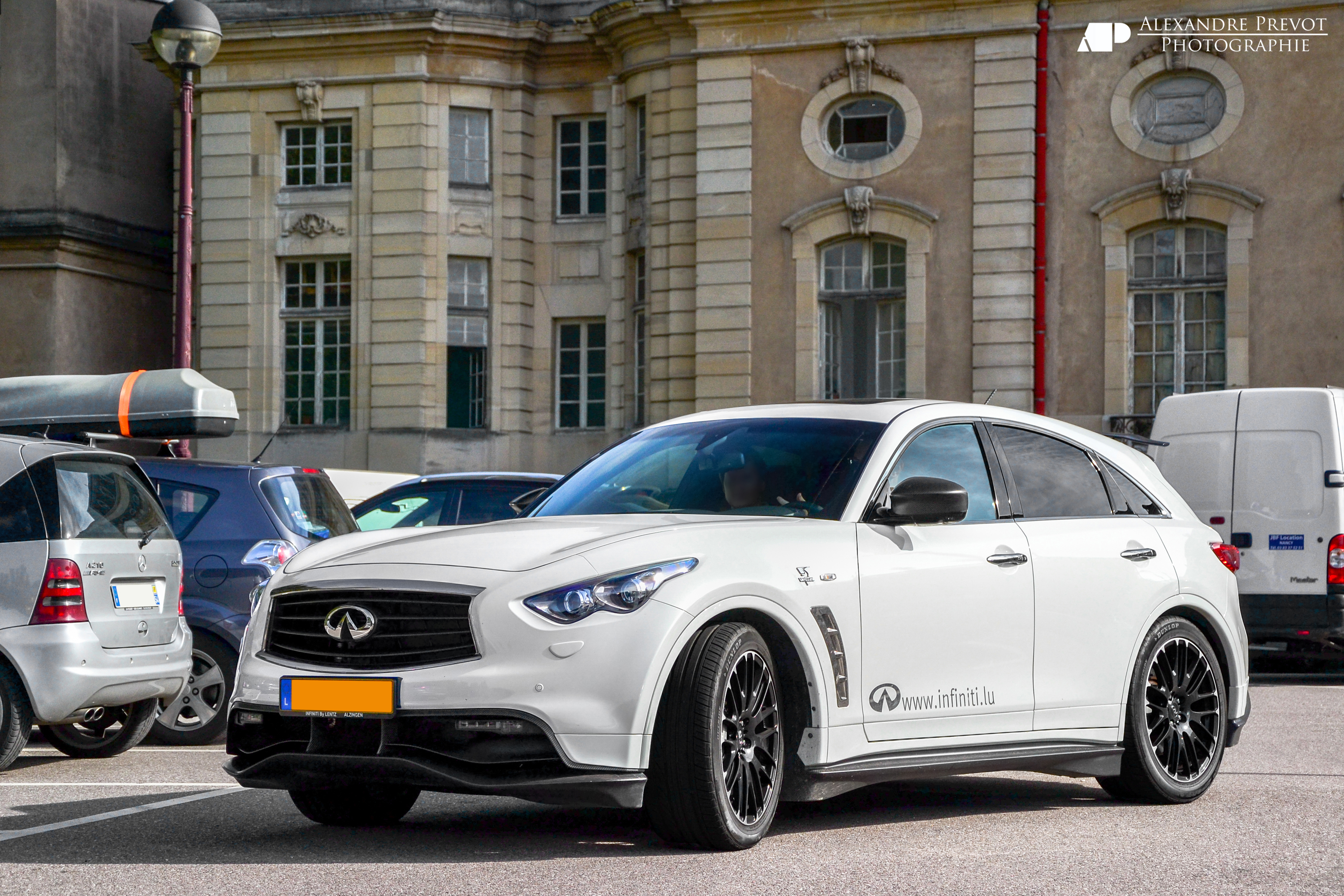
Infiniti FX50 Vettel Edition

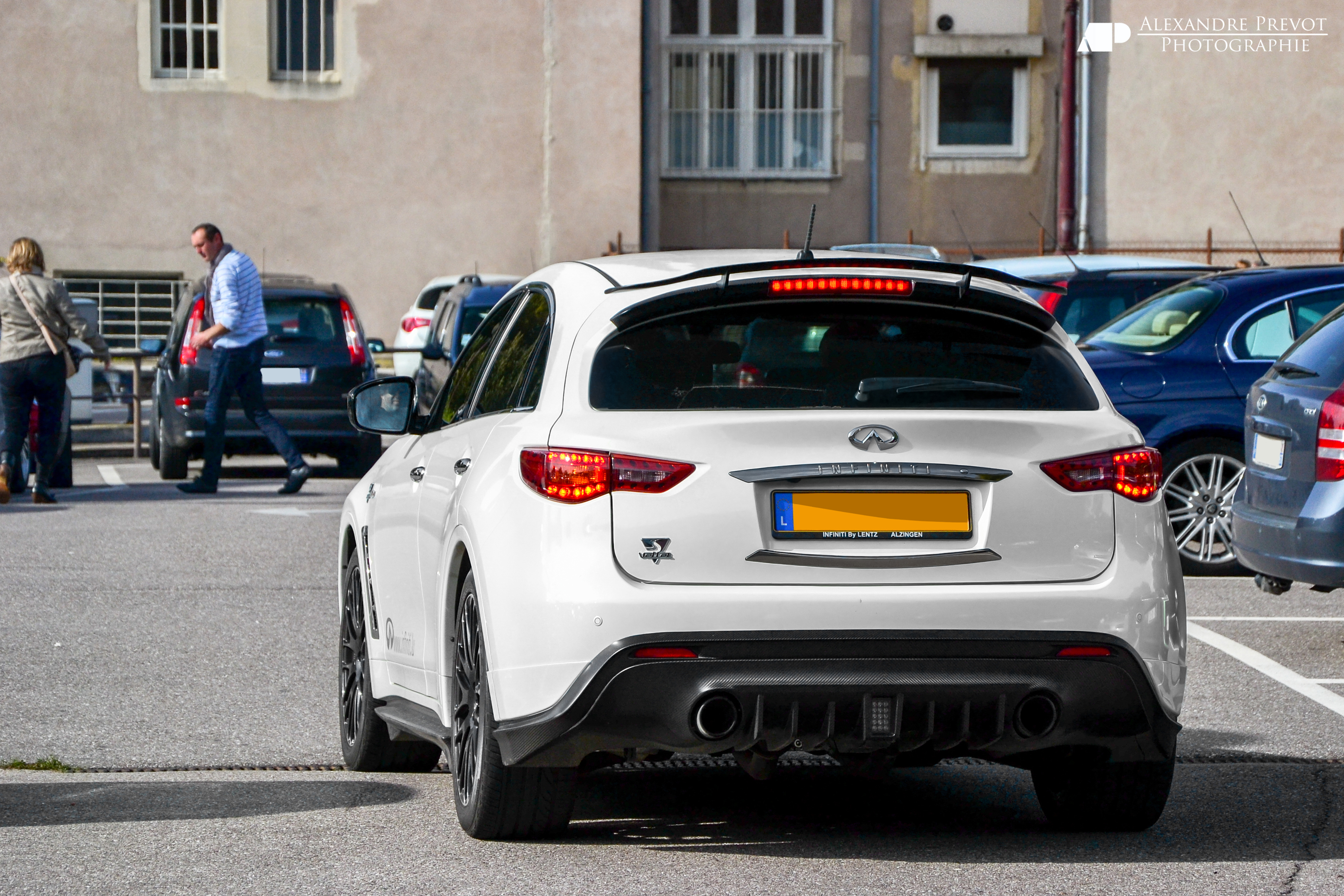
Tył Infiniti FX50 Vettel Edition

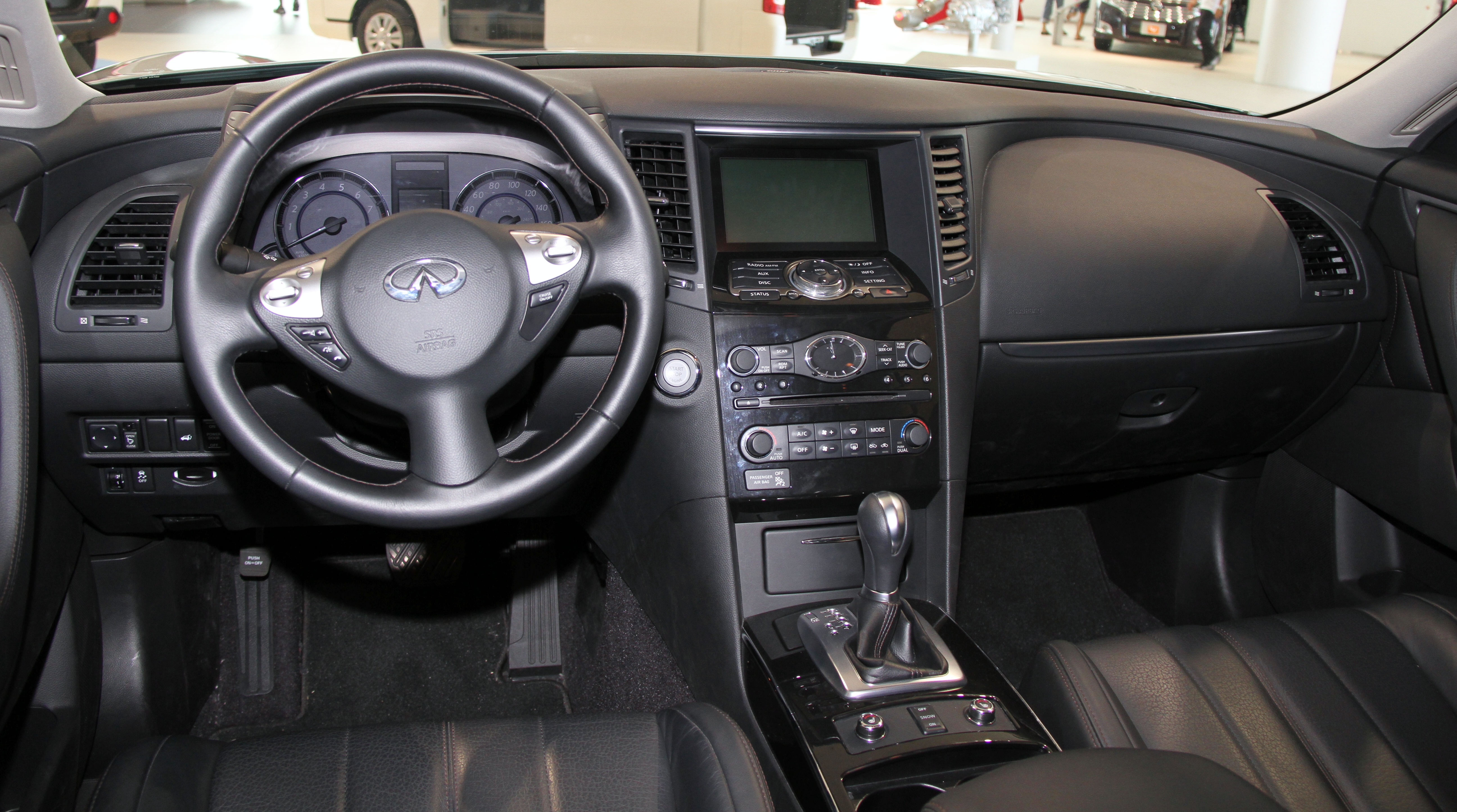
Wnętrze

Pod koniec 2010 roku auto otrzymało delikatne odświeżenie na rok modelowy 2011. Wraz z modernizacją wprowadzono do wyposażenia standardowego elektrycznie otwieraną klapę bagażnika. W 2012 roku auto przeszło lifting. Zmieniono m.in. grill, maskę, reflektory oraz przedni zderzak z lampami przeciwmgielnymi. Do wyposażenia standardowego dołączono przednie podgrzewane siedzenia, które do 2012 roku dostępne były jako opcja.

### Wersje wyposażeniowe
- GT
- GT Premium
- S
- S Premium
- Limited Edition[3] - wersja limitowana z 2010 roku
- Sebastian Vettel Edition[4] - limitowana wersja 200 egzemplarzy
- Black and White[5] - limitowana wersja 500 egzemplarzy

Standardowe wyposażenie pojazdu obejmuje m.in. dwustrefową klimatyzację automatyczną, system audio z 7-głośnikami i odtwarzaczem CD/MP3 z wejściem USB, skórzaną tapicerkę, elektrycznie regulowane fotele, elektryczne sterowanie szyb, elektryczne sterowanie lusterek, podgrzewane i wentylowane przednie fotele (od 2012 roku) oraz 20-calowe alufelgi i elektrycznie otwieraną klapę bagażnika.
Opcjonalnie (w zależności od wyposażenia) pojazd wyposażyć można w m.in. system nawigacji satelitarnej z 30-gigowym dyskiem twardym, kamerą 360 stopni, tempomatem, zestawem audio firmy Bose Corporation oraz asystentem utrzymywania na danym pasie ruchu, sportowe fotele, 21-calowe alufelgi, układ aktywnego sterowania tylnych kół skrętnych oraz przyciemnione klosze przednich reflektorów, system multimedialny z monitorami umieszczonymi w zagłówkach przednich foteli, który pozwala oglądać filmy DVD, podłączyć konsolę do gier oraz posiada wbudowany tuner telewizji cyfrowej.

### FX50 Vettel Edition
W 2013 roku w związku z współpracą marki z zespołem Formuły 1 Red Bull stworzono pojazd o nazwie FX50 Vettel Edition zbudowany w liczbie 200 egzemplarzy. Auto zostało stworzone pod okiem kierowcy F1 oraz dyrektora ds. osiągów marki Infiniti - Sebastiana Vettela. W porównaniu do standardowego modelu auto jest obniżone, posiada elementy z włókna węglowego, boczne wloty powietrza oraz kierownicę inspirowaną tą z bolidu F1. Otrzymało nowy body-kit, który składa się ze zmodyfikowanego przedniego zderzaka zintegrowanego ze światłami do jazdy dziennej wykonanymi w technologii LED, progów, tylnego spojlera oraz przestylizowanego tylnego zderzaka z dyfuzorem. Pojazd wyposażono w silnik benzynowy w układzie V8 o pojemności 5.0 l i mocy maksymalnej 420 KM. Przyśpieszenie od 0 do 100 km/h wynosi 5,6 s, a prędkość maksymalna 300 km/h. Pierwszym właścicielem pojazdu został Sebastian Vettel.